# Тогайли (Таскалинський район)
Тогайли́ (каз. Тоғайлы) — село у складі Таскалинського району Західноказахстанської області Казахстану. Входить до складу Мерейського сільського округу.
У радянські часи село називалось Джемчин.
Населення — 216 осіб (2021; 240 у 2009, 333 у 1999, 320 у 1989).